# Dywizjon Okrętów Podwodnych (II RP)
Dywizjon Okrętów Podwodnych – wchodząca w skład Floty jednostka taktyczna polskiej marynarki wojennej, utworzona 30 kwietnia 1932 roku zarządzeniem nr 724 szefa Kierownictwa Marynarki Wojennej jako Dywizjon Łodzi Podwodnych. 23 września 1937 roku nazwę związku zmieniono na Dywizjon Okrętów Podwodnych.
Bezpośrednie dowodzenie jednostką sprawowali kolejno kmdr ppor. Eugeniusz Pławski oraz kmdr ppor. Aleksander Mohuczy. Pod względem formalnoprawnym dywizjon stanowił jednostkę administracyjną podległą dowódcy Floty. W jego skład wchodziły okręty podwodne OORP „Ryś”, „Wilk” i „Żbik” oraz torpedowiec ORP „Kujawiak” i hulk „Lwów”. Od listopada 1938 roku rolę stałej bazy zaczął pełnić ORP „Sławomir Czerwiński”. W 1939 roku dywizjon uzupełniono o dwa nowe okręty podwodne typu Orzeł OORP „Orzeł” i „Sęp”. Rolę stałej bazy dywizjonu pełnił Port Wojenny Gdynia, a dowódca dywizjonu podlegał bezpośrednio dowódcy Floty, kontradm. Józefowi Unrugowi. Okręty podwodne uczestniczyły w kurtuazyjnych wizytach w Sztokholmie, Helsinkach, Amsterdamie, Oslo, Kopenhadze, Karlskronie, Tallinnie oraz – ponownie w Estonii – w Narwie.
We wrześniu 1939 roku wszystkie okręty podwodne wzięły udział w obronie Wybrzeża, nie prowadząc jednak działań ofensywnych do czego były predestynowane, lecz realizując na małym obszarze typowo defensywne plany operacyjne „Worek” oraz „Rurka”, „okrężnej obrony” Helu jako głównej bazy Floty. W rezultacie, w pierwszych dniach wojny wszystkie jednostki dywizjonu były wykrywane, śledzone i atakowane przez małe okręty nawodne i lotnictwo, a incydentalnie także przez U-Booty, co doprowadziło do licznych uszkodzeń okrętów i pogorszenia stanu psychicznego załóg, a w konsekwencji do internowania ORP „Żbik” „Ryś” i „Sęp” w Szwecji, natomiast ORP „Wilk” i „Orzeł” zdołały przerwać niemiecką blokadę i przedostać się do Wielkiej Brytanii, co zakończyło istnienie dywizjonu.

## Powstanie i organizacja dywizjonu
Po przybyciu do kraju pierwszych dwóch nowo wybudowanych okrętów podwodnych typu Wilk – ORP „Ryś” (19 sierpnia 1931 roku) oraz ORP „Wilk” (25 listopada 1931 roku) – rozkazem nr 97 z dniem 9 grudnia 1931 roku szef Kierownictwa Marynarki Wojennej (KMW) utworzył grupę okrętów podwodnych pod wspólnym dowództwem dowodzącego „Wilkiem” kapitana Aleksandra Mohuczego. Po przybyciu 15 marca 1932 roku z Francji trzeciej nowej jednostki – ORP „Żbik” – zarządzeniem nr 724 szefa KMW z 30 kwietnia 1932 roku, z dniem 1 maja 1932 roku utworzona została nowa jednostka taktyczna Floty pod nazwą Dywizjonu Łodzi Podwodnych. W związku z oficjalną zmianą obowiązującej terminologii, 23 września 1937 roku dywizjon zmienił nazwę na Dywizjon Okrętów Podwodnych, jednostki tej klasy zaś były odtąd nazywane okrętami podwodnymi.

### Organizacja
Dywizjon był związkiem, który pod względem formalnoprawnym stanowił jednostkę administracyjną podporządkowaną dowódcy Floty. Dowódca dywizjonu o stopniu etatowym komandora podlegał bezpośrednio dowódcy Floty i posiadał uprawnienia dyscyplinarne dowódcy pułku. Z dniem utworzenia jednostki, dowódcą dywizjonu został mianowany kmdr ppor. Eugeniusz Pławski. W skład dowództwa wchodzili też oficerowie: flagowy, sygnałowy, nawigator, broni podwodnej, mechanik oraz elektryk. Pokłosiem eksplozji akumulatorów pod pokładem „Rysia” 1 kwietnia 1936 roku, była m.in. zmiana na stanowisku dowódcy dywizjonu, kiedy kmdr ppor. Aleksander Mohuczy zastąpił na tym stanowisku komandora Pławskiego, który objął stanowisko szefa Broni Podwodnej Kierownictwa Marynarki Wojennej w Warszawie. Dowódcy okrętów podlegali bezpośrednio dowódcy dywizjonu. Strukturę dowodzenia dywizjonem według stanu z początku 1939 roku przedstawia schemat.
|        |        |        |        |        |        |  |  |       |       |       |       |       |       |  |  | Szef Kierownictwa Marynarki Wojennej |                   |                   |                   |                   |                   |  |  |                 |                 |                 |                 |                 |                 |  |  |       |       |       |       |       |       |  |  |  |  |  |  |  |  |  |  |  |  |  |  |  |  |
|        |        |        |        |        |        |  |  |       |       |       |       |       |       |  |  |                                      |                   |                   |                   |                   |                   |  |  |                 |                 |                 |                 |                 |                 |  |  |       |       |       |       |       |       |  |  |  |  |  |  |  |  |  |  |  |  |  |  |  |  |
|        |        |        |        |        |        |  |  |       |       |       |       |       |       |  |  | Dowódca Floty                        |                   |                   |                   |                   |                   |  |  |                 |                 |                 |                 |                 |                 |  |  |       |       |       |       |       |       |  |  |  |  |  |  |  |  |  |  |  |  |  |  |  |  |
|        |        |        |        |        |        |  |  |       |       |       |       |       |       |  |  |                                      |                   |                   |                   |                   |                   |  |  |                 |                 |                 |                 |                 |                 |  |  |       |       |       |       |       |       |  |  |  |  |  |  |  |  |  |  |  |  |  |  |  |  |
|        |        |        |        |        |        |  |  |       |       |       |       |       |       |  |  | Dowódca dywizjonu                    | Dowódca dywizjonu | Dowódca dywizjonu | Dowódca dywizjonu | Dowódca dywizjonu | Dowódca dywizjonu |  |  | Zespół oficerów | Zespół oficerów | Zespół oficerów | Zespół oficerów | Zespół oficerów | Zespół oficerów |  |  |       |       |       |       |       |       |  |  |  |  |  |  |  |  |  |  |  |  |  |  |  |  |
|        |        |        |        |        |        |  |  |       |       |       |       |       |       |  |  | Dowódca dywizjonu                    | Dowódca dywizjonu | Dowódca dywizjonu | Dowódca dywizjonu | Dowódca dywizjonu | Dowódca dywizjonu |  |  | Zespół oficerów | Zespół oficerów | Zespół oficerów | Zespół oficerów | Zespół oficerów | Zespół oficerów |  |  |       |       |       |       |       |       |  |  |  |  |  |  |  |  |  |  |  |  |  |  |  |  |
|        |        |        |        |        |        |  |  |       |       |       |       |       |       |  |  |                                      |                   |                   |                   |                   |                   |  |  |                 |                 |                 |                 |                 |                 |  |  |       |       |       |       |       |       |  |  |  |  |  |  |  |  |  |  |  |  |  |  |  |  |
|        |        |        |        |        |        |  |  |       |       |       |       |       |       |  |  |                                      |                   |                   |                   |                   |                   |  |  |                 |                 |                 |                 |                 |                 |  |  |       |       |       |       |       |       |  |  |  |  |  |  |  |  |  |  |  |  |  |  |  |  |
| „Wilk” | „Wilk” | „Wilk” | „Wilk” | „Wilk” | „Wilk” |  |  | „Ryś” | „Ryś” | „Ryś” | „Ryś” | „Ryś” | „Ryś” |  |  | „Żbik”                               | „Żbik”            | „Żbik”            | „Żbik”            | „Żbik”            | „Żbik”            |  |  | „Orzeł”         | „Orzeł”         | „Orzeł”         | „Orzeł”         | „Orzeł”         | „Orzeł”         |  |  | „Sęp” | „Sęp” | „Sęp” | „Sęp” | „Sęp” | „Sęp” |  |  |  |  |  |  |  |  |  |  |  |  |  |  |  |  |
| „Wilk” | „Wilk” | „Wilk” | „Wilk” | „Wilk” | „Wilk” |  |  | „Ryś” | „Ryś” | „Ryś” | „Ryś” | „Ryś” | „Ryś” |  |  | „Żbik”                               | „Żbik”            | „Żbik”            | „Żbik”            | „Żbik”            | „Żbik”            |  |  | „Orzeł”         | „Orzeł”         | „Orzeł”         | „Orzeł”         | „Orzeł”         | „Orzeł”         |  |  | „Sęp” | „Sęp” | „Sęp” | „Sęp” | „Sęp” | „Sęp” |  |  |  |  |  |  |  |  |  |  |  |  |  |  |  |  |
|        |        |        |        |        |        |  |  |       |       |       |       |       |       |  |  |                                      |                   |                   |                   | „Kujawiak”        |                   |  |  |                 |                 |                 |                 |                 |                 |  |  |       |       |       |       |       |       |  |  |  |  |  |  |  |  |  |  |  |  |  |  |  |  |

| Dowódcy Dywizjonu Okrętów Podwodnych | Dowódcy Dywizjonu Okrętów Podwodnych | Dowódcy Dywizjonu Okrętów Podwodnych |
| ------------------------------------ | ------------------------------------ | ------------------------------------ |
| kmdr ppor. Eugeniusz Pławski         | 1 maja 1932                          | 6 lipca 1936                         |
| kmdr ppor. Aleksander Mohuczy        | 6 lipca 1936                         | 2 października 1939                  |

| Typ   | Okręty  | Numer burtowy | Wejście do służby    | Dowódca                          | Zastępca dowódcy           |
| ----- | ------- | ------------- | -------------------- | -------------------------------- | -------------------------- |
| Wilk  | „Wilk”  | W             | 31 października 1931 | kpt. mar. Bogusław Krawczyk      | kpt. mar. Borys Karnicki   |
| Wilk  | „Ryś”   | R             | 2 sierpnia 1931      | kmdr ppor. Aleksander Grochowski | kpt. mar. Jerzy Rekner     |
| Wilk  | „Żbik”  | Ż             | 20 lutego 1932       | kmdr ppor. Michał Żebrowski      | kpt. mar. Wilhelm Kamuda   |
| Orzeł | „Orzeł” |               | 2 lutego 1939        | kmdr ppor. Henryk Kłoczkowski    | kpt. mar. Jan Grudziński   |
| Orzeł | „Sęp”   |               | 16 kwietnia 1939     | kmdr ppor. Władysław Salamon     | kpt. mar. Justyn Karpiński |

Pod względem funkcjonalnym dywizjon dzielił się na dwa piony – okręty oraz bazę. Pierwszy obejmował szkolenie załóg okrętów w ruchu i podczas postoju. Do głównych zakresów szkolenia w tym pionie należały obsługa mechanizmów głównych i pomocniczych oraz systemów okrętowych i uzbrojenia; konserwacja i remonty okrętów, pełnienie służby wachtowej i realizacja zadań szkoleniowych w morzu. Drugi pion łączył w sobie wszystkie sprawy związane z życiem załóg na lądzie, zaspokojeniem potrzeb bytowych i duchowych kadry oficerskiej oraz marynarzy. Do realizacji tych zadań służyła baza lądowa, dokąd – z wyjątkiem służby wachtowej na jednostkach – przenoszono załogi po przybyciu z morza.

#### Okręty dywizjonu

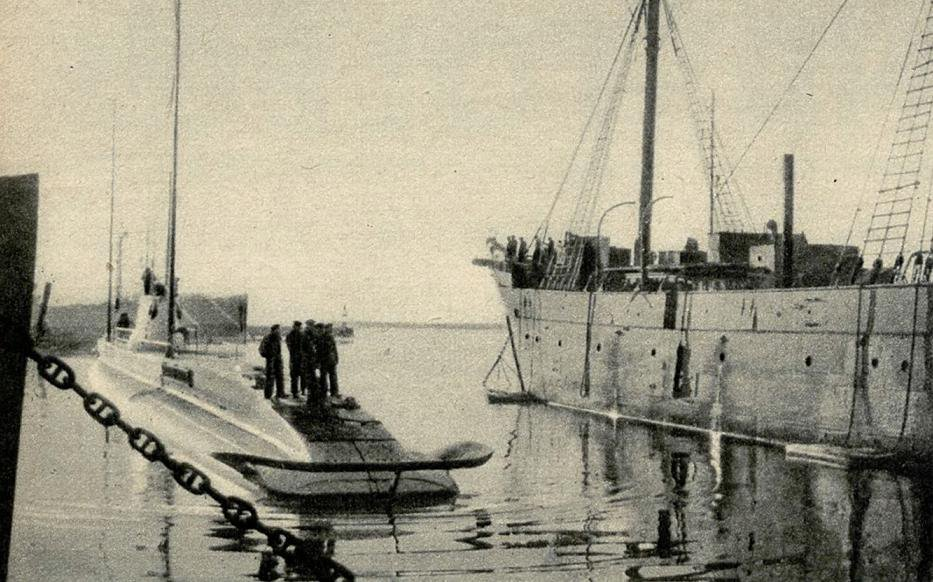
Okręt podwodny ORP „Żbik” cumujący obok hulku „Lwów”

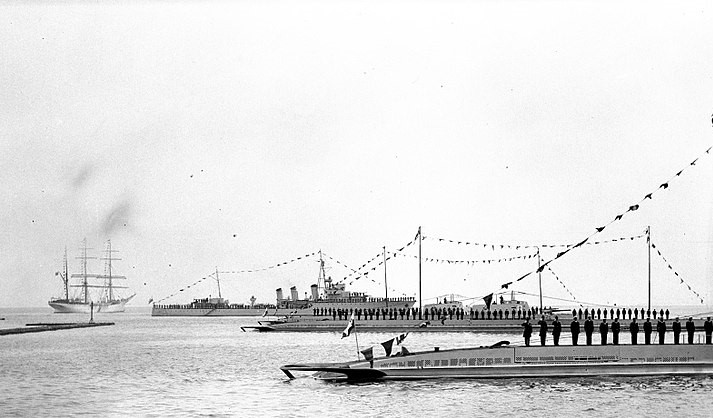
Dywizjon Łodzi Podwodnych w gali banderowej podczas Święta Morza 31 lipca 1932 roku w Gdyni. Na pierwszym planie widoczna rufa ORP „Wilk”, dalej „Ryś” oraz „Żbik”. W głębi widoczne nie będące częścią dywizjonu niszczyciel ORP „Wicher” oraz fregata żaglowa „Dar Pomorza”.

W początkowym okresie jego istnienia, w skład dywizjonu wchodziły okręty podwodne ORP „Wilk”, „Żbik” i „Ryś”, torpedowiec ORP „Kujawiak” i hulk „Lwów”. „Kujawiak” pełnił rolę okrętu-celu dla ćwiczebnych ataków torpedowych, stary już i wysłużony żaglowiec „Lwów” natomiast, 22 sierpnia 1932 roku przeznaczony został na koszary pływające dla tworzącego się dywizjonu. „Lwów” nie zabezpieczał jednak w pełni potrzeb jednostki, toteż 15 listopada 1932 roku jako stała bazę przyszłego dywizjonu, do jednostki wcielono pasażersko-towarowy parowiec ORP „Sławomir Czerwiński”. Po wybudowaniu stałej bazy koszarowej na lądzie, we wrześniu 1937 roku obie jednostki zostały skreślone z listy okrętów Floty.
Pierwotne polskie plany opracowane w ramach „Małego planu budowy floty” zakładały zakup 9 okrętów podwodnych, jednak z uwagi na fakt, że jednostki tej klasy miały być budowane w oparciu o francuską pożyczkę, francuskie lobby przemysłowe za pomocą działań o charakterze korupcyjnym skłoniło francuskich polityków do narzucenia odmiennych od polskich oczekiwań warunków wykorzystania pożyczki. Ostatecznie zamiast 9 jednostek podwodnych, Francja udzieliła pożyczki na trzy okręty podwodne oraz dwa niszczyciele, których Polska nie zamierzała kupować we Francji, bowiem nie była ona w tym czasie technologicznym liderem w produkcji okrętów tej klasy. Kierownictwo Marynarki Wojennej nie porzuciło jednak koncepcji wzmocnienia dywizjonu okrętów podwodnych kolejnymi jednostkami, toteż od początku 1939 roku w jego skład zaczęły wchodzić nowo wybudowane tym razem w Holandii, skonstruowane według polskiej specyfikacji wymagań okręty typu Orzeł: ORP „Orzeł” oraz „Sęp”. Jeszcze krótko przed wybuchem wojny, Kierownictwo Marynarki Wojennej zawarło ponownie we Francji kontrakt na budowę kolejnych dwóch jednostek podwodnych, według holendersko-polskiego projektu typu Orzeł. Mimo negatywnych doświadczeń z przeszłości, o ponownym powierzeniu francuskiej stoczni budowy okrętów zdecydowały zbyt silne już w tym czasie w Holandii sympatie proniemieckie. Z uwagi jednak na wybuch wojny, kontrakt ten nigdy nie został zrealizowany, a w czerwcu 1940 roku po wkroczeniu Niemców do Francji, kadłuby nowych okrętów dywizjonu zostały zniszczone.

#### Baza dywizjonu
Portem macierzystym i głównym zapleczem okrętów podwodnych był Port Wojenny w Gdyni-Oksywiu, którego Basen Północny został przystosowany dla potrzeb dywizjonu. Administratorem tego terenu i organizatorem zaopatrzenia materiałowo-technicznego była Komenda Portu Wojennego Gdynia. Komenda odpowiedzialna była za dostarczanie na okręty niezbędnego sprzętu, paliw, żywności i innych materiałów. Do realizacji tych zadań komendant portu wojennego dysponował służbami technicznymi, intendentury, uzbrojenia, broni podwodnej, zaopatrzenia nawigacyjnego, łączności, samochodową oraz służby zdrowia, a także zakładami i warsztatami naprawczymi. Komendant portu wojennego był również bezpośrednim przełożonym hulku ORP „Bałtyk” wraz z mieszczącym się na nim Centrum Wyszkolenia Specjalistów Floty oraz Kadry Floty, która była jednostką macierzystą prowadzącą szkolenia unitarne nowo wcielonych.
W 1937 roku w pobliżu basenu dywizjonu zbudowano bloki koszarowe według projektu prof. arch. Mariana Lalewicza. Łączna powierzchnia wybudowanych w latach 30. pomieszczeń koszarowych, szkoleniowych, gospodarczych i sztabowych wynosiła 4919 m². W skład dywizjonu wchodziło ponadto kierowane także przez oficerów ambulatorium i sekcja administracyjno-gospodarcza. W ramach oszczędności jakie podjęto w Marynarce Wojennej w roku 1935, sekcja administracyjno-gospodarcza została zlikwidowana, do kierownictwa jednostki przydzielono zaś oficera intendentury będącego doradcą w sprawach kwatermistrzowskich.

#### Personel
Tworząc dywizjon okrętów podwodnych szef KMW ustalił jego stan osobowy na 24 oficerów oraz 192 podoficerów i marynarzy, przy czym z ogólnej liczby 216 ludzi w skład czynnych załóg okrętowych wchodziło 162 oficerów, podoficerów i marynarzy. Wysoki poziom techniczny okrętów sprawił jednak że nie tylko oficerowie i podoficerowie, lecz także znaczna część marynarzy musiała posiadać wysokie kwalifikacje specjalistyczne, których osiągnięcie w warunkach dwuletniej służby zasadniczej było niemożliwe lub bardzo trudne. Stąd też załogi okrętów podwodnych składały się w znacznie większej mierze niż personel innych jednostek z kadry zawodowej i nadterminowej. Podoficerowie zawodowi stanowili 40%, podoficerowie i marynarze nadterminowi 50%, marynarze zaś służby zasadniczej jedynie 10% załóg. Szkolenie specjalistyczne ułatwiał także fakt, że do służby na okrętach podwodnych marynarze przychodzili na ogół ochotniczo, byli to też z reguły ludzie o wyższym od przeciętnego w marynarce wykształceniu ogólnym – każdy członek załogi okrętu tej klasy musiał posiadać ukończonych co najmniej siedem klas szkoły podstawowej i zasadniczą szkołę zawodową. Sprawiało to, że Marynarka Wojenna różniła się swą strukturą osobową od reszty sił zbrojnych, dywizjon okrętów podwodnych zaś od pozostałych jednostek organizacyjnych w jej składzie.

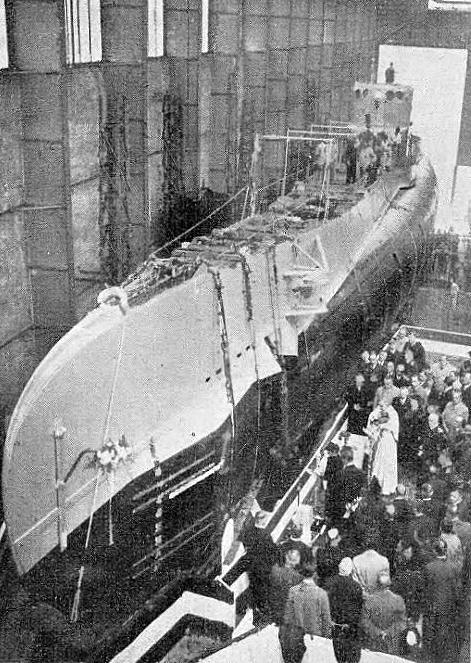
W latach 30. podjęto wysiłki w celu zwiększenia potencjału ofensywnego dywizjonu. Na zdjęciu uroczystość wodowania kolejnego nowego okrętu ORP „Sęp”.

Zasadnicza służba wojskowa na okrętach podwodnych trwała 27 miesięcy, tak dla marynarzy z poboru, jak i dla ochotników. Jej zasady określało rozporządzenie Prezydenta RP z 7 marca 1928 roku o podstawowych obowiązkach i prawach szeregowych marynarki wojennej oraz rozporządzenie ministra spraw wojskowych z 12 września 1929 roku regulujące tryb powoływania i odbywania służby czynnej, a od 1938 roku – zasadniczej służby. Pod względem struktury terytorialnej najwięcej wśród personelu dywizjonu, niemal 50%, było mieszkańców województw poznańskiego i warszawskiego.
Do służby nadterminowej przyjmowano marynarzy, którzy po ukończeniu służby zasadniczej wnieśli o przyjęcie do służby nadterminowej. Kandydaci do niej zobowiązywali się do służby przez kolejne dwa lata, po ich upływie zaś mogli przedłużać służbę z roku na rok. Do służby zawodowej przyjmowano tych spośród podoficerów, którzy zgłosili się ochotniczo i zobowiązali się służyć co najmniej 11 lat. Po ich upływie, zgodnie ze swą wolą mogli zobowiązać się do dalszej służby przez co najmniej trzy następne lata.
Najwyższą profesjonalną wartość dla marynarki stanowili młodzi – przeważnie 24–35 lat – podoficerowie zawodowi, którzy szkolenie podwodne przeszli we Francji. Wraz z nabraniem praktyki stali się oni dobrymi specjalistami w swoich dziedzinach. Nabyli także wiedzę z „młodszych” i „starszych” kursów specjalistów morskich oraz z ukończonej szkoły podoficerskiej. Cechowało ich także zamiłowanie do służby morskiej i wysokie morale. Podstawową rolę w tworzeniu dywizjonu jak i jego codziennym funkcjonowaniu pełnili także oficerowie zawodowi. Spoczywała na nich odpowiedzialność za szkolenie i kierowanie podoficerami zawodowymi. Dlatego główną rolę w tworzeniu dywizjonu odegrała ta część kadry, która w przeszłości służyła na okrętach podwodnych państw zaborczych. Największa ich część wywodziła się z floty rosyjskiej: Aleksander Mohuczy, Eugeniusz Pławski, Edward Szystowski oraz mechanicy Alojzy Czosnowiecki, Hilary Sipowicz i Zdzisław Śladkowski. Pierwsi dowódcy polskich okrętów podwodnych uzupełniali swoją wiedzę i umiejętności we Francji, wraz z upływem czasu jednak dowódcami okrętów zostawali oficerowie, którzy wykształcenie morskie zdobyli w Polsce. I tak kolejno pierwszymi polskimi okrętami podwodnymi do 1939 roku dowodzili: „Wilkiem” – kapitanowie Aleksander Mohuczy, Brunon Jabłoński, Władysław Salamon i Bogusław Krawczyk; „Rysiem” – kapitanowie Edward Szystowski, Andrzej Łoś i Aleksander Grochowski; „Żbikiem” – kmdr ppor. Eugeniusz Pławski oraz kapitanowie Henryk Kłoczkowski i Michał Żebrowski.

#### Szkolenie
Przed dopuszczeniem do służby na okrętach podwodnych, marynarze musieli odbyć trzymiesięczne przeszkolenie podstawowe z zagadnień ogólnowojskowych prowadzone przez Kadrę Floty – jednostkę macierzystą wszystkich szeregowych pełniących służbę na okrętach Marynarki Wojennej. Niezbędną zaś wiedzę teoretyczna i praktyczną kandydaci do służby na okrętach podwodnych zdobywali w Szkole Specjalistów Morskich na „Bałtyku” oraz na okrętach dywizjonu szkolnego, w skład którego wchodziły ORP „Mazur”, „Kujawiak”, „Ślązak”, „Generał Sosnkowski” i holownik „Lech”. Kurs rozpoczynał się trzytygodniową zaprawą morską, z nauką wiosłowania, żeglowania i ogólnej wiedzy morskiej oraz Regulaminu Służby Okrętowej. Zarówno dywizjon jak i szkoła prowadziły kursy dla artylerzystów, stersygnalistów, torpedominerów, motorzystów, drenażystów, elektryków okrętowych, radiotelegrafistów, sanitariuszy, kucharzy oraz dla pracowników administracyjnych. Dzięki takiemu profilowi szkolenia, marynarze i podoficerowie uzyskiwali przygotowanie teoretyczne do służby na okrętach podwodnych, uzupełniane następnie umiejętnościami praktycznymi podczas specjalnych kursów pływania podwodnego.

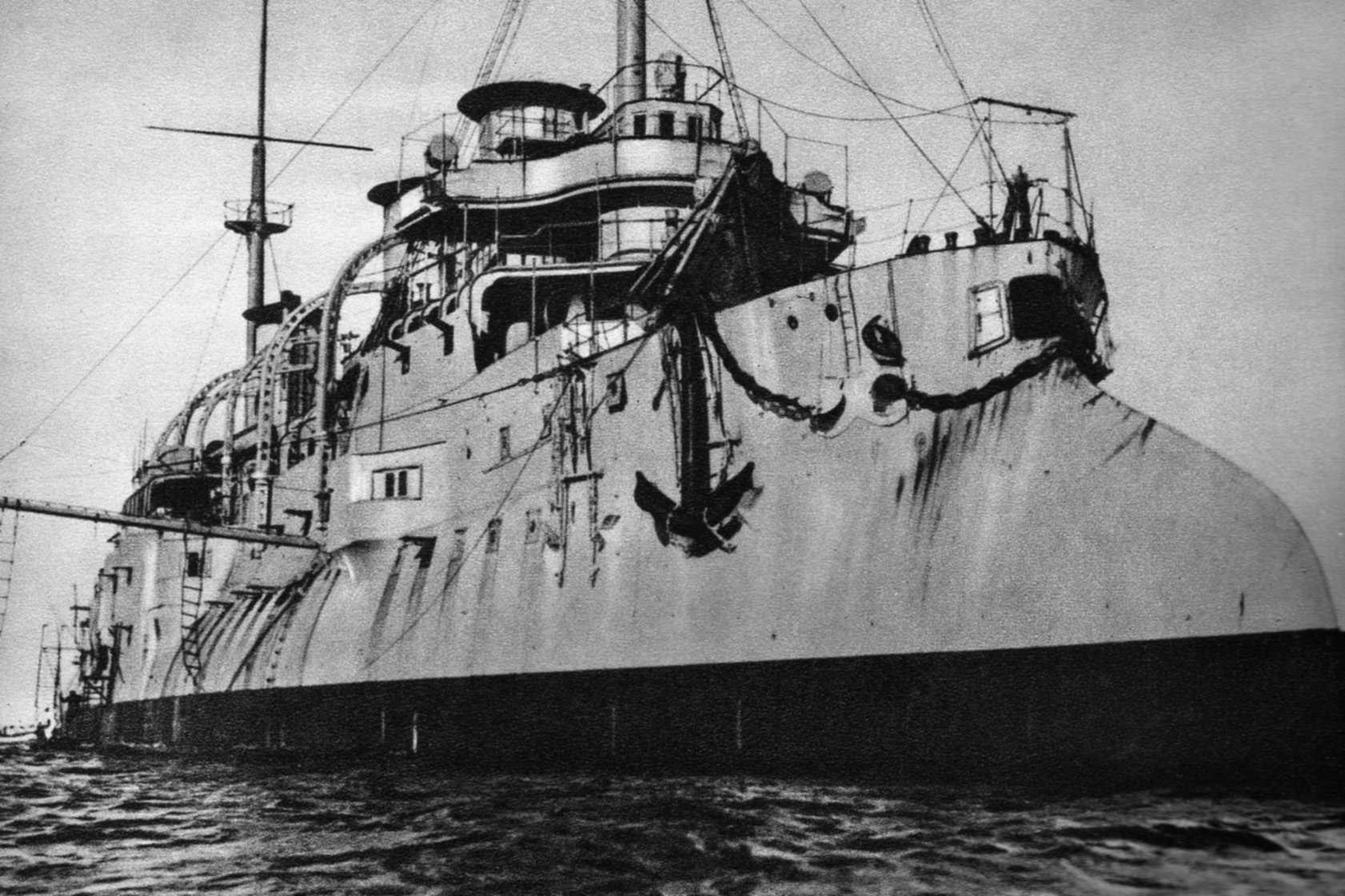
Ex-krążownik ORP „Bałtyk” w 1932 roku. Od 1927 roku mieścił Szkołę Specjalistów Morskich.

Wobec braku własnych polskich tradycji podwodnych, przygotowanie załóg dla pierwszych okrętów podwodnych powierzone zostało prestiżowej francuskiej Ecole de Navigation Sous-Marine w Tulonie, przy czym planowano przeszkolić tam znacznie większą liczbę osób, jednakże wobec wymuszonego przez Francję ograniczenia liczby zamawianych okrętów podwodnych z 9 do 3 (na rzecz zamówienia 2 niszczycieli), przeszkolenie we Francji przeszło jedynie 132 oficerów, podoficerów i marynarzy. Wyszkolenie tych osób za granicą pozwoliło jednak na rozpoczęcie szkolenia kolejnych żołnierzy już w kraju. Wśród pierwszych wyszkolonych we Francji znajdowali się kapitanowie marynarki – Mieczysław Janicz, Stanisław Lasocki, Aleksander Mohuczy, Eugeniusz Pławski, Mikołaj Szemiot, Edward Szystowski oraz porucznicy – Brunon Jabłoński, Alfred Jougan, Henryk Kłoczkowski, Andrzej Łoś, Radosław Nowakowski i Władysław Salamon. Po ukończeniu przez nich szkolenia, oficerowie ci zostali zaangażowani jako wykładowcy Polskiej Szkoły Podwodnego Pływania w Tulonie na starym pancerniku „Condorcet”, której zadaniem było przygotowanie do pływania podwodnego większej liczby osób, zwłaszcza podoficerów. Jej komendantem został kpt. mar. Eugeniusz Pławski. Dokształcanie podoficerów w Polskiej Szkole Podwodnego Pływania w Tulonie pozwoliło na skompletowanie załóg trzech podwodnych stawiaczy min z dobrze przygotowanych specjalistów oraz na przystąpienie do szkolenia młodych specjalistów w następnych latach, na kilkumiesięcznych kursach pływania podwodnego prowadzonych w kraju. Po ukończeniu szkolenia specjalistycznego, od początku lat 30. oficerowie, podoficerowie i marynarze otrzymywali przydziały na etatowe stanowiska okrętowe, gdzie odbywało się szkolenie praktyczne w morzu. Szkolenie to nosiło nazwę „kursu aplikacyjnego” i nadano mu formę stażu na okręcie, gdzie kadeci – najczęściej jako oficerowie wachtowi − spędzali pewien czas we wszystkich działach okrętu (z wyjątkiem kuchni), a także w strategicznych punktach bazy wojennej, celem poznania każdego aspektu służby. Intensywność szkolenia była zmienna, zwiększała się w miarę narastania zagrożenia wojennego – przykładowo, w pierwszym półroczu 1939 roku ORP „Żbik” wychodził w morze trzy, cztery razy w tygodniu, zaś wyszkolenie oficerów i załogi oficerowie okrętów oceniali jako znakomite.

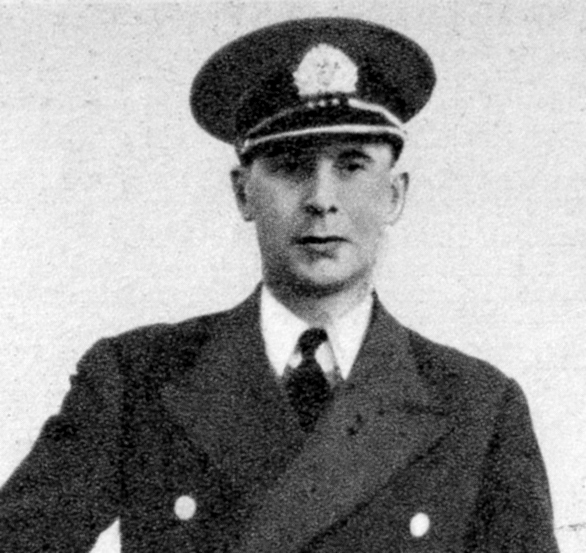
kpt. mar. Borys Karnicki, tu zdjęcie z 1941 roku z okresu dowodzenia ORP „Sokół”

Ogólny poziom wyszkolenia załóg okrętów dywizjonu należy uznać za wysoki – okręty dużo przebywały w morzu, część szkolenia odbywała się także podczas wizyt zagranicznych dywizjonu. Z punktu widzenia miesięcznego rozkładu pływania w kampanii szkoleniowej, na który składało się 120 godzin w położeniu nawodnym oraz 30 godzin pod wodą, a także zakres poszczególnych ćwiczeń - ocenia się, że szkolenie w polskiej flocie podwodnej spełniało wszystkie standardy szkolenia przyjęte w innych flotach. Za błąd jednak uznaje się ograniczenie większości ćwiczeń do rejonu na północ od Rozewia. Co istotne też, brak jest również udokumentowanych ćwiczeń z zakresu rozpoznania w pobliżu baz morskich i rejonów ćwiczeń sił morskich potencjalnego przeciwnika, z wyjątkiem Piławy

#### Zaopatrzenie okrętów
Zaprowiantowanie żywnościowe dywizjonu zostało opracowane przez zastępcę szefa Oddziału Organizacyjnego w Dowództwie Floty kapitana Borysa Karnickiego, który opracował schemat zaopatrzenia okrętów podwodnych w żywność przewidzianą na 35 dni w morzu dla jednostek typu Wilk. Schemat został oparty na z góry przewidzianej liście potraw, z uwzględnieniem ilości oraz kosztów, w oparciu o odgórnie ustaloną liczbę kalorii. Po jego zatwierdzeniu, stał się podstawą dla opracowania schematu na okres 42 dni dla okrętów typu Orzeł. W przededniu wybuchu II wojny światowej okręty dysponowały jednorazowo potencjałem 70 torped wzoru 1924V oraz 60 min kotwicznych typu SM-5.

## Działalność operacyjna

### Działalność dywizjonu w okresie pokoju

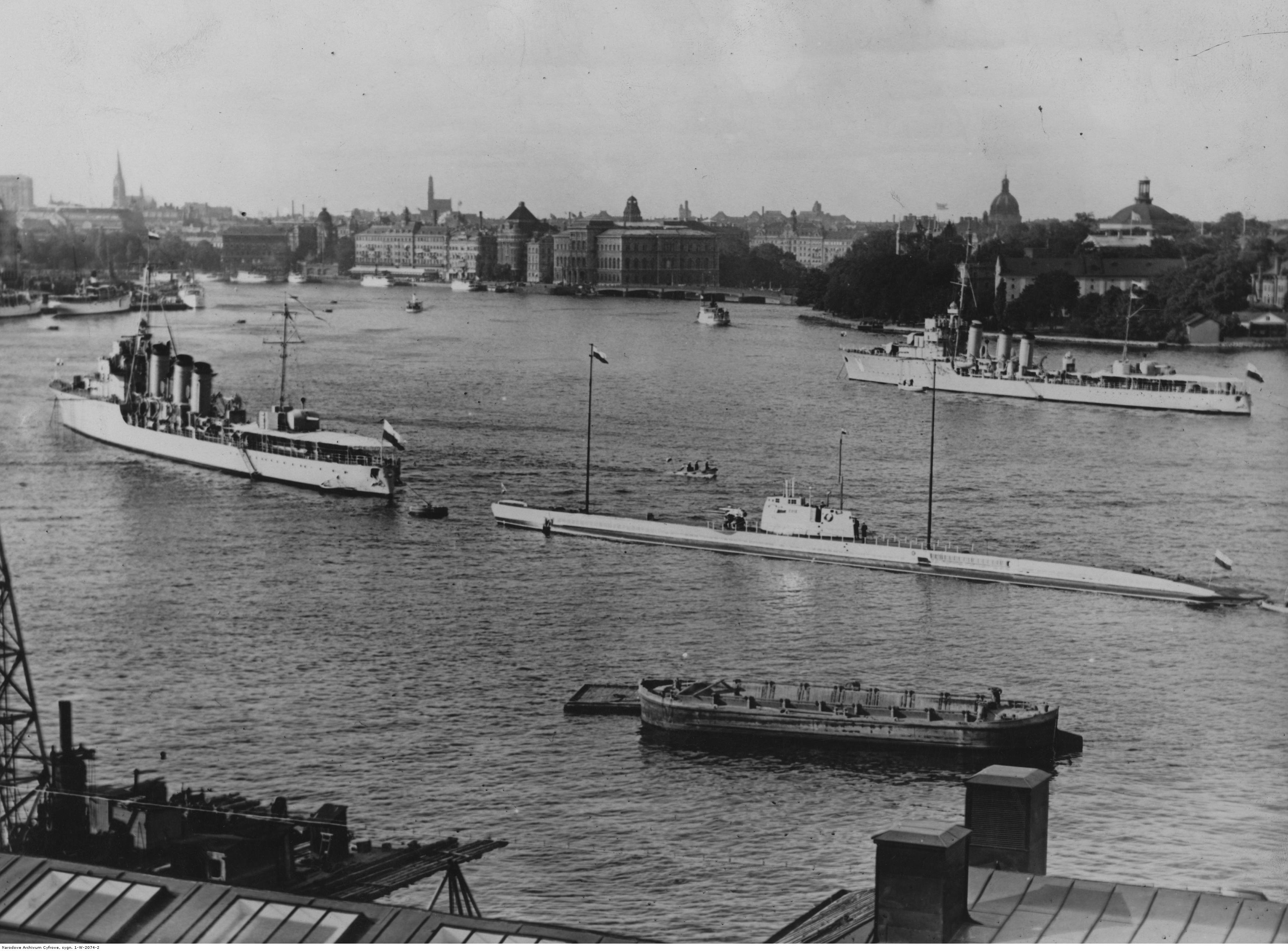
ORP „Burza”, „Wicher” oraz „Żbik” wpływają do portu w Sztokholmie w sierpniu 1932 roku

W marcu 1939 roku po odejściu kmdr. ppor. Salamona na „Sępa”, „Wilk” miał niepełny skład, z w dużej części nową, nie w pełni jeszcze wyszkoloną załogą. Dopiero na przełomie marca i kwietnia dowództwo nad nim objął kapitan marynarki Bogusław Krawczyk W tym czasie wszystkie cztery polskie okręty podwodne spędzały większość czasu w morzu, ćwicząc zanurzenia zwykłe i alarmowe, wyważanie okrętu oraz manewry na i pod wodą. Prowadząc pozorowane ataki, załogi trenowały ataki torpedowe z wykorzystaniem w charakterze celów przypadkowe statki spacerowe i transportowe. Jednostki rzadko też w tym czasie wracały do portu – często zatrzymując się jedynie na redzie, kontakt z lądem utrzymywały jedynie za pomocą niewielkiej łódki. Intensywność szkolenia w drugim kwartale 1939 roku spowodowała, iż poziom sprawności załogi „Wilka”, który w marcu tego roku określono na 40%, w lipcu 1939 roku określany był jako znakomity, zaś w dużej części nowa załoga jednostki była ze sobą zżyta.
Okręty prowadziły obserwację floty radzieckiej oraz transportu niemieckiego na liniach do Prus Wschodnich. Zachodni i środkowy Bałtyk był od roku 1935 rejonem bardzo intensywnego szkolenia – tworzenia niemieckiej broni podwodnej przez ówczesnego kmdr. Karla Dönitza. W tym czasie dywizjon dysponował trzema sprawnymi okrętami podwodnymi, które musiały prowadzić działalność szkoleniowo-rozpoznawczą, operując na tym morzu. Trudno jednak dzisiaj stwierdzić, czy wykorzystano w jakikolwiek sposób wyniki tych obserwacji, brak jest również potwierdzenia, że takie prowadzono.
Okręty podwodne jednostki uczestniczyły w kurtuazyjnych wizytach: w sierpniu 1932 roku wraz z parą niszczycieli dywizjon odbył wizytę w Sztokholmie, a w marcu 1933 roku „Ryś” i „Żbik” odbyły rejs do Helsinek. Szczególnie obfitował w wizyty rok 1934 – w sierpniu tego roku wszystkie trzy okręty złożyły wizytę w Amsterdamie i Oslo. W drodze powrotnej, w cieśninie Sund nastąpiło spotkanie z niszczycielami ORP „Burza” i „Wicher”, z którymi jako jeden zespół pod dowództwem kmdr. por. Włodzimierza Steyera udały się z nieoficjalną wizytą do Kopenhagi. W drodze powrotnej do Gdyni oba dywizjony ponownie rozdzieliły się i niszczyciele wróciły do Gdyni, podczas gdy okręty dywizjonu okrętów podwodnych zawinęły do szwedzkiej Karlskrony. Od 17 do 20 lipca 1935 roku komplet okrętów dywizjonu pod ogólnym dowództwem kmdr. Pławskiego wizytował Tallinn. Po zmianie dowództwa dywizjonu, 14 sierpnia 1936 roku „Wilk”, „Ryś” i „Żbik” pod dowództwem kmdr. Mohuczego zakończyły ćwiczenia na Bałtyku nieoficjalną wizytą w Narwie w Estonii.

### Działania wojenne dywizjonu

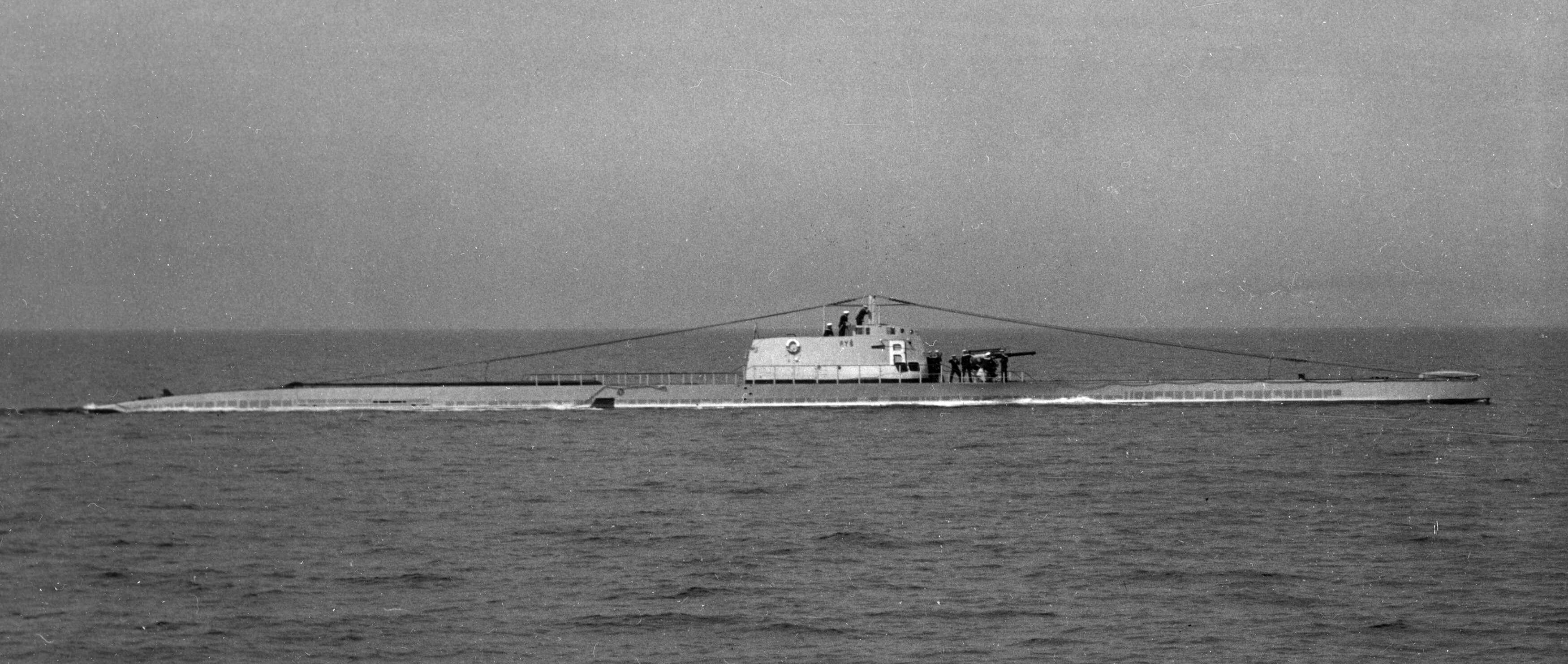
ORP „Ryś” w 1936 roku

Działania dywizjonu w obronie wybrzeża w kampanii wrześniowej oparte były na jednym z wariantów planu operacyjnego opracowanego przez kmdr. por. Aleksandra Mohuczego, który został nazwany kryptonimem „Worek”. Zakładał on gwiaździste rozmieszczenie okrętów podwodnych wokół Półwyspu Helskiego i zachodniej części Zatoki Gdańskiej, celem obrony dostępu do Helu. Nie wykorzystano natomiast drugiego planu operacyjnego o nazwie „Burza Nr 2/N”, którego założeniem było ofensywne zwalczanie konwojów niemieckich między Świnoujściem a Prusami Wschodnimi oraz postawienie aktywnych zagród minowych na południowym Bałtyku między Rozewiem a Bornholmem i Oderbank, a trawersem Świnoujścia. Dowództwo Floty i dywizjonu nie zdecydowało się także na sugerowane przez Brytyjczyków działania ofensywne na niezwykle żywotnych dla Niemiec liniach komunikacyjnych między portami Rzeszy, a szwedzkim portem Luleå. Wpływ na to miał zapewne rozkaz nie pojmującego spraw morskich marszałka Edwarda Rydza-Śmigłego do kontradmirała Jerzego Świrskiego z 26 lipca 1939 roku, w którym nakazywał „przeszkadzać w komunikacji morskiej między Rzeszą a Prusami Wschodnimi, bronić Helu jako zasadniczej bazy dla Marynarki Wojennej, bronić Gdyni”. Narzucona w jakimś stopniu strategia opierała się na słusznym skądinąd założeniu, że bazy są niezbędne do skutecznego działania floty, jednak w specyficznych warunkach wojny z Niemcami w 1939 roku ich obrona przekraczała możliwości Floty, zaś Hel i Gdynia nie były twierdzami morskimi. Plan operacyjny ustalał cele działania polskich okrętów podwodnych na wypadek wojny z III Rzeszą, jednostki niezbędne do jego wykonania, a także zasady ich działania. Założeniem planu było przeciwdziałanie niemieckiemu desantowi na Rejon Umocniony Hel jako główną bazę Floty. Celem uniemożliwiania ataku na Hel od strony morza postanowiono o utworzeniu złożonej z pięciu okrętów podwodnych „stałej zagrody” na przedpolu bazy, wokół Półwyspu Helskiego i zachodniej części Zatoki Gdańskiej, w ściśle określonych sektorach dozorowania. Zadaniem polskich jednostek podwodnych – w myśl planu – było wykonywanie ataków torpedowych na większe okręty w ich sektorach – ostrzeliwujące Hel z maksymalnych odległości lub na okręty wsparcia ogniowego podczas próby wysadzenia desantu na półwyspie.
Plan operacyjny komandora Mohuczego w rozkazie operacyjnym „Sygnałowy nr 1” ustalił sektory operacyjne okrętów dywizjonu, miejsca ładowania akumulatorów, seanse łączności KF i DF. „Orzeł” otrzymał sektor wewnątrz Zatoki Gdańskiej – w Zatoce Puckiej – do linii Jastarnia – ujście Wisły. Na wschód od tej linii, w sektorze numer 27, miał operować ORP „Wilk”. Pozostałe trzy okręty otrzymały sektory na północ od Mierzei Helskiej; „Sęp” między południkami latarni morskiej Stilo od zachodu i 18°30′ od wschodu, na północy zaś równoleżnikiem 55°12′, 5 do 10 mil morskich na północ od Rozewia zaś ORP „Żbik” (sektor 50) i „Ryś” (sektor 35) w kierunku południowo-wschodnim od sektora „Sępa”. Działania w sektorach miały obejmować wykonywanie ataków torpedowych na okręty niemieckie ostrzeliwujące Hel lub biorące udział w desancie. Zgodnie z zasadami prawa międzynarodowego, atak na statki był – według planu – dozwolony wówczas, gdy jednostka byłaby uzbrojona lub płynęła w konwoju. W innych przypadkach należało zapewnić załodze możliwość ewakuacji, co zmuszało atakujący okręt do wynurzenia i narażało go na wykrycie oraz zniszczenie.

#### Działania dywizjonu od 1 września 1939 roku
Wybuch wojny zastał cały dywizjon w portach, co należy uznać za duże niedociągnięcie Dowództwa Floty. W rezultacie tego błędu dowództwa, zaskoczone okręty zostały zmuszone do przechodzenia do swoich sektorów dozorowania już podczas prowadzenia bojowych operacji lotniczych i morskich przez Niemcy, i tylko szczęściu można zawdzięczać, że nie poniosły w tym czasie żadnych strat. Rozlokowanie wszystkich polskich okrętów w niewielkiej odległości od niemieckich baz lotniczych i morskich spowodowało, że wszystkie były wykrywane, śledzone i atakowane przez małe okręty nawodne i lotnictwo, a incydentalnie także przez U-Booty, wszystkie zostały uszkodzone, a załogi szybko zaczęły odczuwać wyczerpanie fizyczne i psychiczne spowodowane ciągłymi atakami.

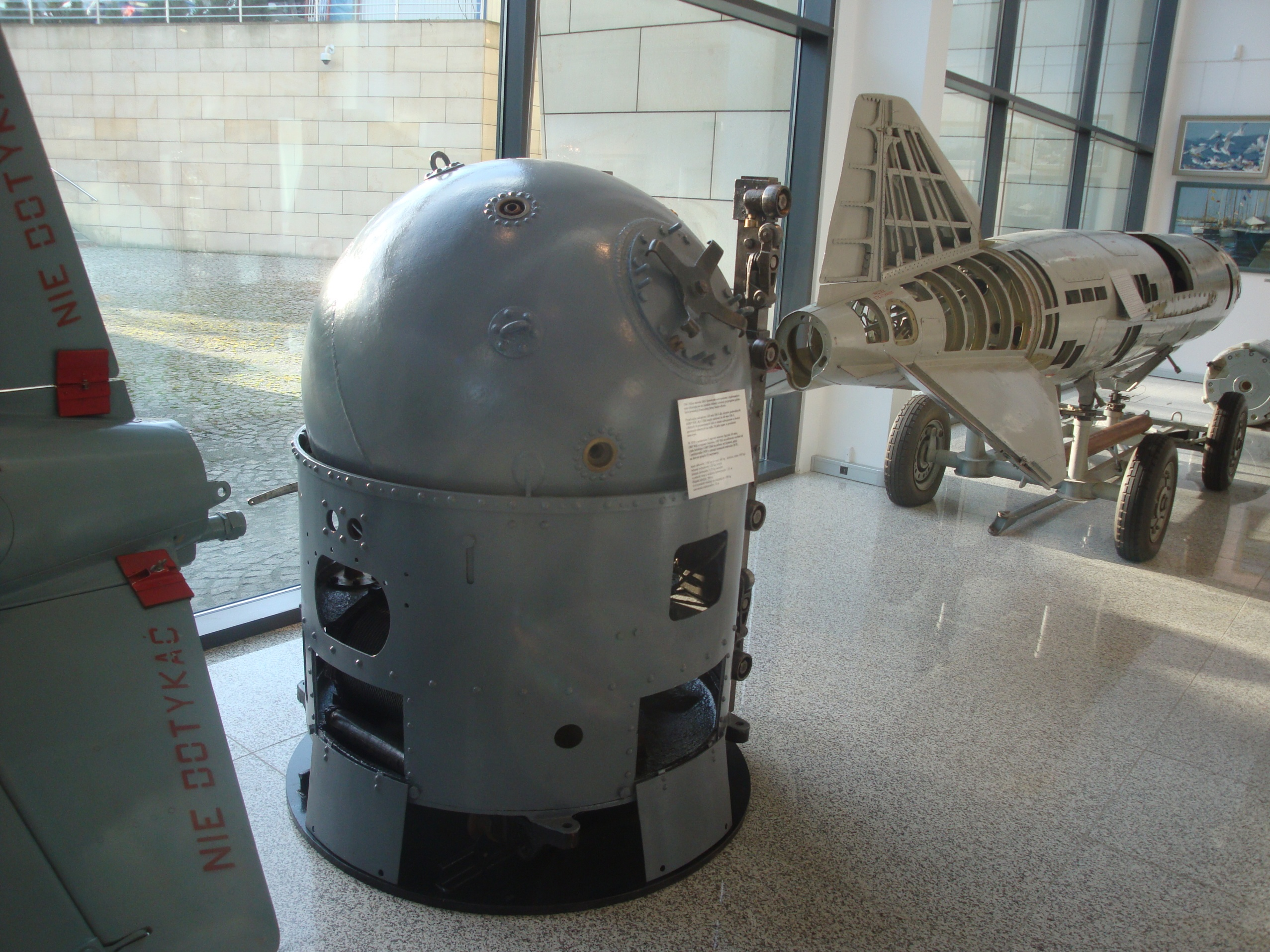
Mina morska SM-5, podczas kampanii wrześniowej na wyposażeniu okrętów dywizjonu

W nocy z 2 na 3 września na okręty dotarł rozkaz „Rurka – Anna, Baran, Cal”, nakazujący postawienie min, za którego wykonanie odpowiedzialne były odpowiednio „Wilk”, „Ryś” i „Żbik”. Jego ostateczne wykonanie przeciągnęło się aż do 8 września, kiedy postawiono ostatnią z zagród. Idea tego planu była ściśle związana z realizowanym przez dywizjon planem „Worek”. Jego wykonaniu towarzyszyło wiele problemów technicznych i taktycznych, jednak postawiono zaledwie 50 min w trzech zagrodach – 20–10–20 min, co z taktycznego punktu widzenia było bardzo niewielką liczbą, o nikłej operacyjnej skuteczności w obronie przeciwdesantowej bazy głównej. Polskie okręty podwodne nie były zresztą przystosowane do stawiania dużych zagród minowych. Z uwagi na to, że zabierały stosunkowo mało min w jednym rejsie, przystosowane były raczej wykonywania zadań specjalnych – minowania torów wodnych u wejść do wrogich portów lub w miejscach szczególnego natężenia ruchu wrogich flot. Do stawiania zaś dużych zagród przeznaczone były specjalne okręty nawodne. Z niemieckich dokumentów wynika, że sami Niemcy spodziewali się raczej postawienia min przez polskie okręty podwodne raczej na podejściach do Piławy, Świnoujścia, w Fehmarn Bełcie i Zatoce Kilońskiej, w pobliżu ich baz, gdzie przebiegają trasy przejścia niemieckich okrętów, a wykorzystanie podwodnych stawiaczy min jest najbardziej celowe i efektywne. Także elementarne zasady taktyki użycia okrętów podwodnych nakazują najpierw postawić miny, a następnie przejść do zadań ofensywnych w wyznaczonych sektorach.
Bardzo defensywny plan działań operacyjnych, niekorzystne rozlokowanie jednostek oraz reguły prowadzenia ognia, zostały wsparte przypadkami błędów załóg okrętów dywizjonu. 3 września 1939 roku dowodzony przez kapitänleutnanta Horsta Wellnera niemiecki okręt podwodny U-14 typu IIB o godzinie 20:22 wykrył „Sępa” i wystrzelił w jego kierunku pojedynczą torpedę G7a z zapalnikiem magnetycznym, ta jednak eksplodowała przedwcześnie, zbyt daleko od polskiego okrętu. Niemcy, nieświadomi dotąd błędu konstrukcyjnego swoich zapalników magnetycznych, który kilka miesięcy później zaważył na wynikach kampanii norweskiej U-Bootów, słysząc eksplozję założyli zniszczenie polskiej jednostki. U-14 wynurzył się i na miejscu celu z pokładu U-Boota dostrzeżono plamę ropy oraz szczątki okrętu. Upewniło to niemieckiego dowódcę, że okręt polskiego dywizjonu został zatopiony, toteż Wellner przekazał informacje o tym do FdU Ost. W niemieckich dokumentach atak U-14 na polski okręt podwodny został w związku z tym oficjalnie zapisany jako pierwszy atak niemieckiej jednostki podwodnej podczas wojny, i pierwsze zatopienie dokonane przez nową generację U-Bootów. Obserwatorzy na kiosku polskiej jednostki zostali zaskoczeni pobliską eksplozją torpedy, która uszkodziła zbiornik paliwa i elementy zewnętrznej struktury okrętu, kadłub sztywny nie został jednak naruszony, dzięki czemu okręt ocalał i zdołał się zanurzyć. Niezauważenie na czas przygotowującego się do ataku U-Boota, należy jednak uznać za poważny błąd załogi okrętu i tylko zawodności niemieckich torped należy przypisać to, że „Sęp” nie został zatopiony wraz z całą załogą. 2 września „Sęp” przeprowadził atak na niemiecki niszczyciel „Z14 Friedrich Ihn” typu Leberecht Maass. O ile wykrycie i śledzenie celu można uznać za wzorowe, to odpalenie pojedynczej torpedy – na dodatek z wyrzutni rufowej – należy uznać za poważny błąd szkoleniowy lub raczej za powszechnie przyjętą praktykę, preferowaną przez starszych dowódców okrętów, z kmdr. Henrykiem Kłoczkowskim (dowódcą „Orła”) na czele. Również wspomniany wcześniej atak U-14 na „Sępa” oraz przeprowadzony 6 września atak U-22 na „Żbika”, wskazują wyraźnie, że obserwacja wzrokowa nie była najwyższej jakości. Ten ostatni wykonując rozkaz „Rurka” w przydzielonym mu sektorze minowania „Cal”, zdołał jednak postawić zagrodę minową, na której 1 października został poderwany i zatonął niemiecki trałowiec M-85. Według niektórych relacji, 7 grudnia 1939 roku na postawionej przez „Wilka” minie, która zerwała się z kotwicy i zdryfowała we wschodnią część Zatoki Gdańskiej, zatonął niemiecki kuter rybacki „Heimat 1”, zaś 22 stycznia 1940 roku duży trawler rybacki „Mühlhausen PG 314” na innej z min postawionej przez „Żbika”
Wyczerpanie psychiczne ciągłymi atakami spowodowało, że dowódcy „Rysia” i „Orła” postanowili opuścić swoje sektory. O ile w pierwszym przypadku przesunięcie okrętu bardziej na północ można uznać za uzasadnione, gdyż sektor przydzielony „Rysiowi” pokrywał się z odcinkiem głównej blokady niemieckiej, to w przypadku dowódcy „Orła” opuszczenie Zatoki Gdańskiej było aktem samowoli. Jako karygodną ocenił ją także dowódca dywizjonu, gdyż dowódca „Orła” na własną rękę wyłączył się w ten sposób spod rozkazów zwierzchników. Trudny do jednoznacznej oceny jest natomiast fakt podjęcia przez kmdr. ppor. Aleksandra Grochowskiego decyzji o wejściu „Rysia” do bazy na Helu pomimo wyraźnego zakazu. Biorąc jednak pod uwagę stan psychiczno-fizyczny załogi oraz przede wszystkim fakt pozostawienia części zamiennych w bazie i możliwość wykonania tam remontów, można usprawiedliwić działanie dowódcy okrętu.
Według admirała Unruga, dowódcy okrętów skarżąc się na brak wojskowych celów w wyznaczonych im sektorach, prosili o pozwolenie na torpedowanie niemieckich statków handlowych, „które spotykają stale i które pływają bezpiecznie i bez przeszkód we wszystkich kierunkach”. Zgodnie ze słowami admirała, mimo świadomości politycznych przyczyn nakazu przestrzegania protokołu londyńskiego, admirał dwukrotnie zwracał się do szefa Kierownictwa Marynarki Wojennej z zapytaniem o możliwość zmiany decyzji w tej mierze. Reguły prowadzenia ognia nie uległy jednak zmianie, nawet za cenę rezygnacji z sukcesów, które w innych warunkach mogłyby osiągnąć polskie okręty.
Brak dopuszczonych rozkazami celów oraz nieustanne ataki niemieckich sił ZOP w wyznaczonych okrętom sektorach działania spowodował, że 5 września ze skutkiem na 7 września dowództwo zmieniło rozlokowanie i jednostek, według „Planu działania okrętów podwodnych na liniach komunikacyjnych nieprzyjaciela” (bez kryptonimu) – dotyczący obszaru między wyspą Bornholm a przylądkiem Brüster Ort. Tymczasem na skutek błędnych meldunków o zatopieniu kilku polskich okrętów podwodnych, niemieckie dowództwo zignorowało istnienie dywizjonu i 5 września zniosło ograniczenia dla żeglugi do Prus Wschodnich, minując jednocześnie wyjścia z Bałtyku na neutralnych wodach duńskich i szwedzkich. Także jednak nowy plan prowadzenia polskich działań nie przyniósł powodzenia, z powodu respektowania zasad protokołu londyńskiego oraz zachowawczej postawy dowódców okrętów. Uszkodzone zaś okręty „Sęp” i „Żbik” w ogóle nie zajęły swoich sektorów. Dodatkowo zaczęły maleć zapasy ropy, a ich uzupełnienie lub naprawa drobnych uszkodzeń w bazie helskiej nie wchodziła w grę.

#### Internowanie okrętów

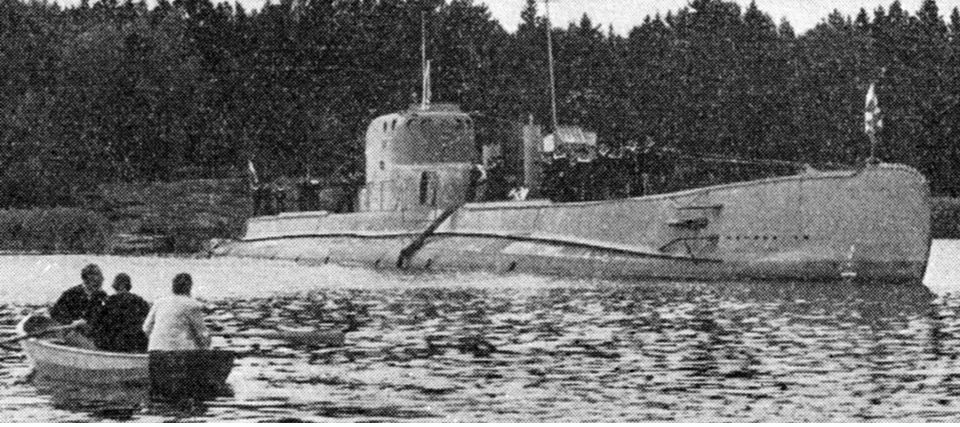
„Sęp” podczas internowania w listopadzie 1939 roku

Wobec pogarszającej się sytuacji polskich okrętów operujących na Bałtyku, od 11 września nadawano komunikat radiowy nakazujący przedostanie się do sojuszniczej Anglii lub po wyczerpaniu się zapasów internowanie w portach szwedzkich. Dowódcy poszczególnych jednostek samodzielnie decydowali o dalszym działaniu. Dowódca „Wilka” kpt. mar. Bogusław Krawczyk podjął decyzję o podjęciu próby przedostania się do Wielkiej Brytanii, podczas gdy dowódcy „Rysia”, „Żbika” i „Sępa” – o udaniu się do portów szwedzkich. Dowodzący w pełni sprawnym i z dużymi zapasami „Orłem” kmdr ppor. Henryk Kłoczkowski wbrew rozkazowi udał się do estońskiego Tallinna.
W efekcie decyzji swoich dowódców, wszystkie – z wyjątkiem „Wilka” – polskie okręty podwodne zostały zgodnie z obowiązującym wówczas prawem internowane. Po internowaniu „Orła” pełniący faktycznie obowiązki dowódcy kpt. mar. Jan Grudziński (schodzący w Tallinie na ląd kmdr por. Henryk Kłoczkowski nie przekazał mu dowództwa formalnie), jako jedyny z dowódców podjął czynny opór przeciw internowaniu, naruszając tym samym przepis artykułu 24 XIII konwencji haskiej z 1907 roku oraz Deklaracji sztokholmskiej. W warunkach wojny, z punktu widzenia polskich interesów wojennych, należy zaliczyć to działanie do korzystnych. Co istotne i stanowi kolejny z błędów dowództwa Marynarki Wojennej, a w ślad za tym dowództwa dywizjonu, dowódcy okrętów podwodnych nie znali prawnych uwarunkowań i ograniczeń obowiązujących w rejonie Morza Bałtyckiego, stąd przy podejmowaniu decyzji o dalszym postępowaniu nie mieli pełnej świadomości sytuacji i konsekwencji podejmowanych decyzji. Należy też zauważyć, iż rozkaz dowódcy Floty kontradmirała Józefa Unruga o przejściu do Anglii po wyczerpaniu możliwości działania na Bałtyku, wykonały tylko dwa okręty – ORP „Wilk” i „Orzeł” oraz dowodzący nimi kpt. mar. Bogusław Krawczyk i kpt. mar. Jan Grudziński. Mający odpowiednio 33 i 32 lata najmłodsi oficerowie (promocja w 1928 roku) mieli najkrótszy staż wśród dowódców polskich okrętów podwodnych i w okresie przedwojennym pozostawali w cieniu innych dowódców, którzy w warunkach sprawdzianu wojennego zawiedli. Wyjątkiem w tym zakresie był dowódca „Sępa” kmdr ppor. Władysław Salamon, okręt którym dowodził był bowiem w stanie technicznym wykluczającym możliwość przejścia przez Sund. Wejście „Orła” do brytyjskiej bazy w Rosyth 14 października 1939 roku oraz przydzielenie go wraz „Wilkiem” do Second Submarine Flotilla zakończyło działalność Dywizjonu Okrętów Podwodnych Marynarki Wojennej.

## Podsumowanie
Odrodzone w 1918 roku państwo polskie zdołało w ciągu kilku lat zorganizować od podstaw sprawną jednostkę bojową okrętów podwodnych, wyposażyć ją w nowoczesne okręty oraz mimo braku jakichkolwiek tradycji w tym zakresie, wyszkolić jej personel w sposób nie odbiegający jakością od standardu w obcych flotach. Dzięki przedwojennemu wyszkoleniu, już w ramach Polskich Sił Zbrojnych na Zachodzie marynarze dywizjonu wyrobili sobie reputację wytrwałych, upartych i kompetentnych żołnierzy.
Kampanię morską polskich okrętów podwodnych we wrześniu 1939 roku należy ocenić negatywnie, głównie z powodu jej złego zaplanowania przez Kierownictwo Marynarki Wojennej. Już bowiem pierwsze dni wojny ujawniły całkowitą nierealność planów „Worek” i „Rurka” – dwóch podstawowych planów działań bojowych polskich okrętów podwodnych, które poprzez swoją defensywną naturę i rozstawienie okrętów na małym obszarze w rejonie niemieckiej blokady, pozbawiły polskie okręty podwodne ich największego atutu – możliwości skrytego podejścia i wykorzystania ich dużej siły uderzeniowej. W efekcie w wyznaczonych okrętom rejonach działań wokół Helu, ustawicznie atakowane z morza i z powietrza, w mniejszym lub większym stopniu uszkodzone okręty dywizjonu, pozbawione były zarówno celów, jak i możliwości działania. Trudno ustalić powód, dla którego szef KMW i dowódca Floty przyjęli jako jedyne możliwe założenie, że Niemcy „muszą” zaraz na początku wojny atakować Hel od strony morza, i to takimi okrętami, które będą stanowiły dobry cel dla okrętów podwodnych, lub że będą próbowali wysadzić desant morski. Doświadczenia I wojny światowej wskazywały na coś zupełnie innego, raczej na zastosowanie blokady morskiej. Ponadto do dobrej praktyki sztabowej należy posiadanie alternatywnych planów, nawet przyjmując jeden jako najbardziej prawdopodobny. Przyjęte przez Dowództwo Floty błędne założenia planu „Worek” naraziły okręty dywizjonu na nieustające ataki lekkich sił nawodnych i lotnictwa niemieckiego, wobec których przy braku wsparcia były całkowicie bezbronne. W rzeczywistości plan „Worek” bardziej narażał okręty podwodne na ataki sił nieprzyjaciela, niż zapewniał wykorzystanie ich głównego uzbrojenia, torped. Zupełnie natomiast nie podjęto próby wykorzystania właściwości i zdolności ofensywnych okrętów podwodnych, przez rozmieszczenie ich na najbardziej żywotnych dla Niemiec liniach żeglugowych między Rzeszą, a Luleą, czy też zaminowania podejść do niemieckich portów, czym zaskoczono nawet dowództwo Kriegsmarine w Świnoujściu.
Na pozytywną ocenę zasługuje utrzymywanie dobrze funkcjonującej łączności i dowodzenie okrętami podczas realizacji planu przez dowódcę dywizjonu kmdra Mohuczego. W planowaniu operacyjnym jednak żaden ze szczebli dowodzenia, od KMW po dowódcę dywizjonu okrętów podwodnych, nie wykorzystał w sposób ofensywny jedynej i najgroźniejszej broni Marynarki Wojennej, jaką po odejściu niszczycieli do Anglii były okręty podwodne. Toteż w większym lub mniejszym stopniu uszkodzone pod nieustannymi atakami i pozbawione celów, zmuszone zostały do udania się do portów neutralnych bądź brytyjskich. Historia wojen morskich nie zna innego przypadku internowania 60% okrętów biorących udział w działaniach bojowych, a gdyby nie ucieczka „Orła”, wskaźnik ten wzrósłby do 80%. Z drugiej strony, pomimo miażdżącej przewagi na morzu i w powietrzu, Niemcy nie zdołali zatopić żadnego z polskich okrętów podwodnych podczas tej kampanii.